# Aeroportul Internațional Achmad Yani
Aeroportul Internațional Achmad Yani (IATA: SRG, ICAO: WARS) este un aeroport din Semarang, Java Centrală, Indonezia ce deservește zona Semarang. Aeroportul a fost tranzitat în 2018 de 5.669.282 de pasageri. A fost deschis în 1966.
Situat la o altitudine de 4 m, aeroportul dispune de o singură pistă. Este operat de Angkasa Pura⁠(d).